# Puchar Polski (województwo kujawsko-pomorskie) w piłce nożnej mężczyzn
Puchar Polski w piłce nożnej mężczyzn na szczeblu województwa kujawsko-pomorskiego – cykliczne rozgrywki piłkarskie, organizowane co roku przez Kujawsko-Pomorski Związek Piłki Nożnej dla polskich klubów (zarówno amatorskich, jak i profesjonalnych) z województwa kujawsko-pomorskiego. Zdobywca otrzymuje prawo udziału w rozgrywkach o Puchar Polski na szczeblu centralnym w kolejnym sezonie.
W obecnej formie rozgrywki toczone są od sezonu 2000/2001, co było następstwem reformy administracyjnej przeprowadzonej w Polsce w 1999 roku, w ramach której utworzone zostało województwo kujawsko-pomorskie.

## Finały wojewódzkiego Pucharu Polski
| Sezon     | Tytuł | Zwycięzca                | Pokonany                     | Wynik            | Miejsce                   | Źródło |
| --------- | ----- | ------------------------ | ---------------------------- | ---------------- | ------------------------- | ------ |
| 2000/2001 | 1     | Elana Toruń              | Jagiellonka Nieszawa         | 2:1 1:1          |                           | [ 1 ]  |
| 2001/2002 | 1     | Jagiellonka Nieszawa     | Chemik/Zawisza Bydgoszcz     | 2:2 1:1          | Bydgoszcz Nieszawa        | [ 2 ]  |
| 2002/2003 | 1     | Chemik/Zawisza Bydgoszcz | Mień Lipno                   | 3:1 3:1          | Bydgoszcz Lipno           | [ 3 ]  |
| 2003/2004 | 1     | Kujawiak Włocławek       | Chemik/Zawisza Bydgoszcz     | 2:0 2:1          | Włocławek Bydgoszcz       | [ 4 ]  |
| 2004/2005 | 1     | Unia Janikowo            | Brzysko-Rol Brzyskorzystewko | 9:0 7:0          | Brzyskorzystewko Janikowo | [ 5 ]  |
| 2005/2006 | 2     | Elana Toruń              | Victoria Koronowo            | 1:1 3:1          | Koronowo Toruń            | [ 6 ]  |
| 2006/2007 | 1     | Victoria Koronowo        | Lech Rypin                   | 3:0 (wo) 0:0     | Koronowo Rypin            | [ 7 ]  |
| 2007/2008 | 2     | Victoria Koronowo        | Zawisza Bydgoszcz            | 0:0 1:0          | Bydgoszcz Koronowo        | [ 8 ]  |
| 2008/2009 | 1     | Olimpia Grudziądz        | Start Radziejów              | 4:1 0:0          | Grudziądz Radziejów       | [ 9 ]  |
| 2009/2010 | 1     | Lech Rypin               | Start Radziejów              | 4:2 5:2          | Rypin Radziejów           | [ 10 ] |
| 2010/2011 | 2     | Lech Rypin               | Sparta/Unifreeze Brodnica    | 2:1 4:1          | Rypin Brodnica            | [ 11 ] |
| 2011/2012 | 1     | Cuiavia Inowrocław       | Lech Rypin                   | 3:0 (wo), 1:4    | Inowrocław Rypin          | [ 12 ] |
| 2012/2013 | 1     | Włocłavia Włocławek      | Cuiavia Inowrocław           | 4:3 3:1          | Inowrocław Włocławek      | [ 13 ] |
| 2013/2014 | 1     | Unia Solec Kujawski      | Lech Rypin                   | 3:1 4:2          | Rypin Solec Kujawski      | [ 14 ] |
| 2014/2015 | 1     | Wda Świecie              | Chemik Bydgoszcz             | 2:0 1:1          | Bydgoszcz Świecie         | [ 15 ] |
| 2015/2016 | 2     | Wda Świecie              | Chemik Bydgoszcz             | 0:0 1:1          | Świecie Bydgoszcz         | [ 16 ] |
| 2016/2017 | 3     | Wda Świecie              | Mustang Ostaszewo            | 5:1 5:0          | Ostaszewo Świecie         | [ 17 ] |
| 2017/2018 | 3     | Elana Toruń              | Chemik Bydgoszcz             | 5:2 4:0          | Toruń Bydgoszcz           | [ 18 ] |
| 2018/2019 | 1     | Chemik Bydgoszcz         | Unia Gniewkowo               | 1:2 2:0          | Bydgoszcz Gniewkowo       | [ 19 ] |
| 2019/2020 | 2     | Unia Janikowo            | Zawisza Bydgoszcz            | 3:3 (karne: 4:3) | Włocławek                 | [ 20 ] |
| 2020/2021 | 2     | Włocłavia Włocławek      | Elana Toruń                  | 1:1 (karne: 8:7) | Włocławek                 | [ 21 ] |
| 2021/2022 | 1     | Zawisza Bydgoszcz        | Unia Janikowo                | 4:2              | Janikowo                  | [ 22 ] |
| 2022/2023 | 2     | Zawisza Bydgoszcz        | Chemik Bydgoszcz             | 1:0              | Bydgoszcz                 | [ 23 ] |
| 2023/2024 | 4     | Elana Toruń              | Zawisza Bydgoszcz            | 1:0              | Toruń                     | [ 24 ] |
| 2024/2025 | 3     | Zawisza Bydgoszcz        | Wda Świecie                  | 3:0              | Świecie                   | [ 25 ] |

## Klasyfikacja Według Klubów
| Lp. | Nazwa klubu                  | Zdobywca | Finalista | Lata triumfów          |
| --- | ---------------------------- | -------- | --------- | ---------------------- |
| 1.  | Elana Toruń                  | 4        | 1         | 2001, 2006, 2018, 2024 |
| 2.  | Zawisza Bydgoszcz            | 3        | 3         | 2022, 2023, 2025       |
| 3.  | Wda Świecie                  | 3        | 1         | 2015, 2016, 2017       |
| 4.  | Lech Rypin                   | 2        | 3         | 2010, 2011             |
| 5.  | Victoria Koronowo            | 2        | 1         | 2007, 2008             |
| 5.  | Unia Janikowo                | 2        | 1         | 2005, 2020             |
| 7.  | Włocłavia Włocławek          | 2        | 0         | 2013, 2021             |
| 8.  | Chemik Bydgoszcz             | 1        | 3         | 2019                   |
| 9.  | Chemik/Zawisza Bydgoszcz     | 1        | 2         | 2003                   |
| 10. | Jagiellonka Nieszawa         | 1        | 1         | 2002                   |
| 10. | Cuiavia Inowrocław           | 1        | 1         | 2012                   |
| 11. | Kujawiak Włocławek           | 1        | 0         | 2004                   |
| 11. | Olimpia Grudziądz            | 1        | 0         | 2009                   |
| 11. | Unia Solec Kujawski          | 1        | 0         | 2014                   |
| 15. | Start Radziejów              | 0        | 2         |                        |
| 16. | Mień Lipno                   | 0        | 1         |                        |
| 16. | Brzysko-Rol Brzyskorzystewko | 0        | 1         |                        |
| 16. | Sparta/Unifreeze Brodnica    | 0        | 1         |                        |
| 16. | Mustang Ostaszewo            | 0        | 1         |                        |
| 16. | Unia Gniewkowo               | 0        | 1         |                        |